# هولمان داي
هولمان داي (بالإنجليزية: Holman Day)‏ (6 نوفمبر 1865 - 19 فبراير 1935)؛ شاعر، كاتب مسرحي وروائي أمريكي.

## روابط خارجية
- فرنسيس داي على موقع IMDb (الإنجليزية)
- فرنسيس داي على موقع قاعدة بيانات برودواي على الإنترنت (الإنجليزية)